# Leonor Michaelis
Leonor Michaelis (16 de enero de 1875 - 8 de octubre de 1949) fue un bioquímico, fisicoquímico y médico alemán, conocido por su trabajo en la cinética enzimática y concretamente por la formulación, junto con Maude Menten, del modelo cinético de Michaelis-Menten.
Nació en Berlín (Alemania), estudió medicina en Friburgo de Brisgovia, donde se graduó en 1897. Luego se trasladó a Berlín, donde recibió su doctorado en el mismo año.
Michaelis trabajó como asistente de Paul Ehrlich (1898-1899), Moritz Litten (1899-1902) y Ernst Viktor von Leyden (1902-1906). En 1906 comenzó como director del Laboratorio Bacteriológico del Hospital municipal "Am Urban" en Berlín. En 1908 se convirtió en profesor honorífico de la Universidad de Berlín. 
En 1922 se trasladó a la Facultad de Medicina de la Universidad de Nagoya (Japón) como profesor de bioquímica, en 1926 a la Universidad Johns Hopkins en Baltimore, Maryland (EE. UU.) como profesor en investigación médica y en 1929 pasó al Instituto Rockefeller de Investigaciones Médicas en la ciudad de Nueva York, donde se retiró en 1941.
Murió en la ciudad de Nueva York en octubre de 1949 (según las fuentes, el día 8 o el 10).

## Algunas publicaciones
- Einführung in die Farbstoffchemie. Berlín 1902

- Dynamik der Oberflächen. Dresde 1909

- Einführung in die Mathematik für Biologen und Chemiker. Berlín 1912; 3ª ed. 1927

- Die Wasserstoffionenkonzentration. Berlín 1914

- Praktikum der physikalischen Chemie. Berlín 1921

- The effects of ions in colloidal systems. Berlín 1925

- Die theoretische Grundlage für die Bedeutung der Wasserstoffkonzentration des Blutes. In: Handbuch der normalen und pathologischen Physiologie 6.1, Berlín 1928

## Literatura
- Michael Engel. Michaelis, Leonor. In: Neue Deutsche Biographie (NDB) 17, Duncker & Humblot, Berlín 1994, ISBN 3-428-00198-2, pp. 435 f.

- Leonor Michaelis. 1875—1949 (PDF; 2,4MB). A Biographical Memoir by L. Michaelis, D. A. MacInnes, S. Granick J., National Academy of Sciences